# Tüßling (stacja kolejowa)
Tüßling (niem: Bahnhof Tüßling) – stacja kolejowa w Tüßling, w kraju związkowym Bawaria, w Niemczech. Znajduje się na linii Mühldorf – Freilassing i Mühldorf – Burghausen. Według DB Station&Service ma kategorię 5. 

## Linie kolejowe
- Linia Mühldorf – Burghausen
- Linia Mühldorf – Freilassing